# پدرو برناردو
پدرو برناردو دهستانی در استان آبیلای اسپانیا است.
در این دهستان ۱٬۱۹۴ نفر زندگی می‌کنند. مساحت این دهستان ۶۹٫۱۰ کیلومتر مربع است.